# Томарес Федченко

Томарес Федченко (Tomares fedtschenkoi) — дневная бабочка из семейства голубянок, обитающая на юге Туркменистана, Узбекистане, Кыргызстане, юге Казахстана и Таджикистане.

## Открытие и этимология названия
Вид описан на основании сборов из окрестностей Самарканда, выполненных Алексеем Павловичем Федченко — русским учёным, биологом, географом и путешественником, исследователем Средней Азии, в первую очередь Памира. Данные сборы были описанные позже русским энтомологом Николаем Григорьевичем Ершовым, который и присвоил видовое название новому открытому виду бабочек в честь Алексея Павловича Федченко.

## Описание
Размах крыльев 30—33 мм. Развивается в одном поколении в год. Лет в апреле — мае. Самки откладывают яйца на соцветия астрагалов, которые являются кормовыми растениями гусениц.